# Eleição para o Senado federal pela Luisiana em 2010
A eleição para o senado do estado americano da Luisiana em 2010 aconteceu em 2 de novembro de 2010. O senador republicano David Vitter foi reeleito para um segundo mandato.

## Primária Democrata
| Primária Democrata | Primária Democrata | Primária Democrata | Primária Democrata | Primária Democrata | Primária Democrata |
| Partido            | Candidato          | Votos              | %                  |                    |                    |
| Democrata          | Charlie Melancon   | 77.702             | 70,6%              |                    |                    |
| Democrata          | Neeson Chauvin     | 19.507             | 17,7%              |                    |                    |
| Democrata          | Cary Deaton        | 12.842             | 11,7%              |                    |                    |
| Total              | Total              | 110.051            | 100%               |                    |                    |
| ------------------ | ------------------ | ------------------ | ------------------ | ------------------ | ------------------ |

## Primária Republicana
| Primária Republicana | Primária Republicana | Primária Republicana | Primária Republicana | Primária Republicana | Primária Republicana |
| Partido              | Candidato            | Votos                | %                    |                      |                      |
| Republicano          | David Vitter         | 85.179               | 87,6%                |                      |                      |
| Republicano          | Chet Traylor         | 6.838                | 7%                   |                      |                      |
| Republicano          | Nick Accardo         | 5.221                | 5,4%                 |                      |                      |
| Total                | Total                | 97.238               | 100%                 |                      |                      |
| -------------------- | -------------------- | -------------------- | -------------------- | -------------------- | -------------------- |